# Sylvain Brébart
Sylvain Brébart (ur. 18 sierpnia 1886 – zm. 18 lutego 1943) – belgijski piłkarz grający na pozycji napastnika. Był reprezentantem Belgii.

## Kariera klubowa
Swoją karierę piłkarską Brébart rozpoczął w klubie Daring Club, w którym w sezonie 1910/1911 zadebiutował w pierwszej lidze belgijskiej i grał w nim do 1920 roku. Wraz z Daring Club wywalczył trzy mistrzostwa Belgii w sezonach 1911/1912, 1912/1913 i 1913/1914. W sezonie 1912/1913 strzelając 31 goli został królem strzelców pierwszej ligi. W latach 1920–1922 grał w SC Anderlechtois.

## Kariera reprezentacyjna
W reprezentacji Belgii Brébart zadebiutował 10 marca 1912 roku w przegranym 1:2 meczu Coupe Van den Abeele z Holandią, rozegranym w Antwerpii. Od 1912 do 1914 rozegrał w kadrze narodowej 12 meczów i strzelił 8 goli.